# Пустыня Тартари (фильм)
«Тата́рская пусты́ня» (в российском прокате — «Пустыня Тартари», итал. Il Deserto dei Tartari, в старых советских источниках иногда «Пустыня татар») — кинофильм итальянского режиссёра Валерио Дзурлини, вышедший на экраны в 1976 году. Экранизация одноимённого романа Дино Буццати.

## Сюжет
1907 год. Окончив военную академию, младший лейтенант Джованни Дрого получает своё первое назначение в отдалённый гарнизон — крепость Бастиано, расположенную в пустынных предгорьях на самой границе империи. Гарнизон живёт в неопределённом ожидании нападения — не то со стороны могущественной державы, находящейся за горами, не то со стороны обитающих в пустыне кочевников. Вся жизнь Дрого проходит в крепости. Наконец, вражеская армия подступает к стенам крепости — но к этому времени постаревший Дрого тяжело болен и вынужден вместо участия в сражении покинуть крепость.

## Смысл
Фильм читается как аллегория земного бытия человека в ожидании жизни вечной. С другой стороны, в описании жизненного уклада гарнизона просматривается антимилитаристский и антитоталитарный пафос.

## Роман и фильм
Выпущенный в 1940 году роман Буццати оканчивался смертью главного героя, режиссёр же оставляет зрителю некоторую надежду. В этом смысле влияние глубоко пессимистической прозы Франца Кафки, от которого Буццати всячески открещивался, но которое очевидно в его романе, в фильме выглядит ослабленным.

## Звёздный состав
Фильм «Татарская пустыня» принадлежит к наиболее «звёздным» проектам в истории кино: даже небольшие роли здесь исполняют знаменитые актёры, в основном итальянские и французские. Сама идея экранизации романа Буццати исходила от «вечного мальчика» французского кино, актёра Жака Перрена, с его приятной внешностью и непосредственностью. Ранее Дзурлини снял два фильма с его участием. Перрен стал одним из продюсеров картины; неудивительно, что именно ему и была доверена главная роль. К наиболее удачным актёрским работам фильма принято относить роль деспотичного майора в исполнении резко сменившего амплуа Джулиано Джеммы.

## Локация
Фильм снят в персидской крепости Арг-е Бам (Иран), которая была сильно разрушена землетрясением через десятилетия после съёмок.

## В ролях
- Жак Перрен — лейтенант Джованни Дрого
- Джулиано Джемма — майор Маттис
- Витторио Гассман — полковник граф Филимор
- Фернандо Рей — подполковник Натансон
- Макс фон Сюдов — капитан Ортис
- Жан-Луи Трентиньян — старший врач Ровин
- Хельмут Грим — лейтенант Симеон
- Лоран Терзиефф — лейтенант фон Амерлинг
- Джузеппе Памбьери — лейтенант Ратенау
- Филипп Нуаре — генерал
- Франсиско Рабаль — фельдфебель Тронк
- Джованни Аттанасио — Шварц
- Ален Коро — Сартерис
- Жан-Пьер Клерен — Мод
- Манфред Фрейбергер — капрал Монтань
- Лилла Бриньоне — мать Дрого

## Награды
- 1977 — три премии «Давид ди Донателло»: лучший фильм, лучший режиссёр (Валерио Дзурлини), специальная премия за актёрское мастерство (Джулиано Джемма)
- 1977 — премия «Серебряная лента» Итальянского национального профсоюза киножурналистов за лучшую режиссуру (Валерио Дзурлини), а также номинация на премию лучшему актёру второго плана (Джулиано Джемма)